# Eulocastra excisa
Eulocastra excisa är en fjärilsart som beskrevs av Butler 1889. Eulocastra excisa ingår i släktet Eulocastra och familjen nattflyn. Inga underarter finns listade i Catalogue of Life.